# Os intermetatarsale IV
Os intermetatarsale IV is de benaming voor een accessoir voetwortelbeentje dat soms als extra ossificatiepunt ontstaat gedurende de embryonale ontwikkeling. Bij de mensen bij wie het botje voorkomt, bevindt het botje zich aan het distale uiteinde van de voetwortel, tussen het vierde en vijfde middenvoetsbeen in. Er is gesuggereerd dat een os intermetatarsale IV verband zou houden met polydactylie.
Het os intermetatarsale IV is erg zeldzaam. In een Japanse studie werd bij 2,6% van de mensen een os intermetatarseum aangetroffen in de eerste dan wel de vierde intermetatarsale ruimte. Het overgrote deel hiervan betrof echter een os intermetatarsale I.
Op röntgenfoto's wordt een os intermetarsale IV soms onterecht aangemerkt als afwijkend, losliggend botdeel of als fractuur.